# Veczkó József
Veczkó József (Zalavég, 1926. november 4. – Szeged, 2023. január 3.) magyar pszichológus, pedagógus.
Kutatási területe: Az iskola pszichés klímája, tanulási motívumok; a szociokulturális ártalmak és személyiségzavarok összefüggése gyermek- és ifjúkorban; a gyermekvédelemmel összefüggő pedagógiai és pszichológiai kérdések. A zenepszichológia alapkérdései.

## Életpályája
Felsőfokú tanulmányokat a budapesti egyetemen folytatott 1952-től 1957-ig, középiskolai tanári pedagógus diplomát szerzett 1957-ben. A gyermekfelügyelet és a gyermekvédelem területén dolgozott Kecskeméten. Egyetemi doktori disszertációját 1965-ben védte meg Duró Lajos egyetemi docensnél a Neveléstudományi és Lélektani Intézetben. 1970-ben a JATE Pszichológia Tanszékére került adjunktusi beosztásba, ahol 1974/75-ös tanévben egyetemi docensi kinevezést kapott. 1975-ben a szegedi egyetemen rendezett jubileumi tudományos ülésen előadást tartott mint egyetemi docens Duró Lajos tanszékvezető egyetemi docenssel, előadásuk címe: Korszerűsítési törekvések a tanár-szakos egyetemi hallgatók pszichológiai oktatásában, ugyanekkor önálló előadást is tartott, címe: A tanári magatartás vizsgálata az iskolában. 1974-1980-ig dékán-helyettesi tisztséget töltött be Csukás István dékán mellett. 
1989. december 30-án nyugdíjazták. Nyugdíjazása után a Juhász Gyula Tanárképző Főiskolán adott órákat, s folytatta tudományos tevékenységét, megszerezte 1994-ben a kandidátusi fokozatot a neveléstudományok területén, s sikeres szakkönyveket írt. Szakkönyveiben összegezte azon tapasztalatokat, amelyeket a gyermekfelügyelet és -védelem területén és az egyetemi neveléslélektani oktatásban szerzett.

## Tanítványai
Démuth Ágnes (Szeged, 1952. december 22.) főiskolai docens (Felnőttképzési Intézet Szeged, SZTE, JGYPK) írásából:
"Sajnos, testvérem meghalt, egykeként sokat voltam egyedül, s rengeteget olvastam, így nem csoda, ha magyar szakra jelentkeztem. Másik szakom az orosz volt, de azt – mivel csak átlagosan (közepes) teljesítettem – lecseréltem pedagógia szakra. (Abban a reményben, ott több pszichológiát tanulhatok, mint az átlag tanár szakosok.) Veczkó József tanár úr hatására eljegyeztem magam a gyermekvédelem mellett. Szakdolgozatom címe: Barátválasztási motívumok nevelőotthonban és családban élő gyerekek esetében. 12 évig dolgoztam a Rigó Utcai Nevelőotthonban." Démuth Ágnes az ELTE pszichológia szakát is elvégezte, az USA-ban is szerzett szakmai tapasztalatokat, kiváló pedagógus és pszichológus vált belőle.
A 20. századi pedagógiai és pszichológiai irányzatok megismerésében Pukánszky Béla saját kutatásaira támaszkodott és mentorai segítették, Veczkó József pszichológus, aki számára a "követendő tanár-modellt jelentette" még a Liszt Ferenc zeneművészeti főiskolán. Gácser József tanszékvezető, Mészáros István neveléstörténész professzor is Veczkó Józseftől tanult pszichológiát.
2023. január 3-án Szegeden hunyt el. Január 12-én a Belvárosi temetőben kísérték utolsó útjára.

## Művei

### Kötetek
- Gyermek- és ifjúságvédelem. Budapest : 1965. 162 p.
- Általános lélektan. A gyermekfelügyelő-képző szakközépiskolák 2. osztálya számára. Budapest, 1969. 187 p.
- Általános- és zenepszichológiai szöveggyűjtemény; összeáll. Veczkó József; Tankönyvkiadó, Bp., 1969
- Szociológia, szociálpszichológia és neveléstudomány. Összeállítás a TIT szegedi Pedagógiai Nyári Egyetemén elhangzott előadásokból; szerk. Veczkó József; TIT Csongrád megyei Szervezet, Szeged, 1973
- A pszichológia szerepe az oktatási és nevelési folyamat hatékonyságának növelésében. Összeállítás a TIT szegedi Pedagógiai Nyári Egyetemén elhangzott előadásokból; szerk. Veczkó József; TIT Csongrád megyei Szervezet, Szeged, 1975
- Pedagógiai kutatások az iskolai oktatási rendszer és szerkezet fejlesztésének szolgálatában. Összeállítás a TIT 11. szegedi Pedagógiai Nyári Egyetemén elhangzott előadásokból; szerk. Veczkó József; TIT Csongrád Megyei Szervezet, Szeged, 1975
- Az iskolai értékelés problémái. Szeged, 1976; szerk. Veczkó József; TIT, Szeged, 1976
- Duró Lajos–Gergely Jenő–Veczkó József–Zakar András: A személyközi viszonyok fejlődése a gimnázium első osztályában; JATE, Szeged, 1979 (Acta Universitatis Szegediensis de Attila József Nominatae. Sectio paedagogica et psychologica. Series specifica paedagogica)
- Bibliográfia a politikai oktatás pedagógiai és pszichológiai szakirodalmából; 2. bőv., átdolg. kiad.; szerk. Vezér Károly; Csongrád Megyei Lapkiadó Vállalat, Szeged, 1982
- Gyerekek, tanárok, iskolák. Gyerekeink viszonya az iskolához; Tankönyvkiadó, Bp., 1986 (Pszichológia nevelőknek)
- A gyermekvédelem pszichológiai és pedagógiai alapjai; Tankönyvkiadó, Bp., 1990
- A gyermek- és ifjúságvédelem alapjai : [A gyermek központú társadalomért]. Gyula : APC Stúdió, 2000. 151 p. ISBN 9639135348
- Gyermek- és ifjúságvédelem : család- és gyermekérdekek. Gyula : APC Stúdió, 2002. 319 p. ISBN 9639135542
- Gyermekvédelem pszichológiai és pedagógiai nézőpontból : társadalmi-, család- és gyermekérdekek ; [az illusztrációkat Papp György rajzolta]. Budapest : Nemzeti Tankönyvkiadó Zrt., 2007. 364 p. ISBN 9789631958652

### Tanulmányok
- Dr. Geréb György (1923-1982). [Nekrológ]. In: Pedagógiai Szemle, 1982. 32. évf. 6. sz. pp. 571–572.
- Az egyén, a csoport és a közösség kölcsönhatása zeneiskolában : (1-2. rész.) In: Parlando, 1982. 24. évf. 2. sz. 1-4. p., 3. sz. 5-8. p.
- A gyermek és környezete Várkonyi Hildebrand Dezső nevelés-lélektani műveiben. In: Várkonyi (Hildebrand) Dezső emlékkötet. Szeged, 1988. 30. pp. 171–178.

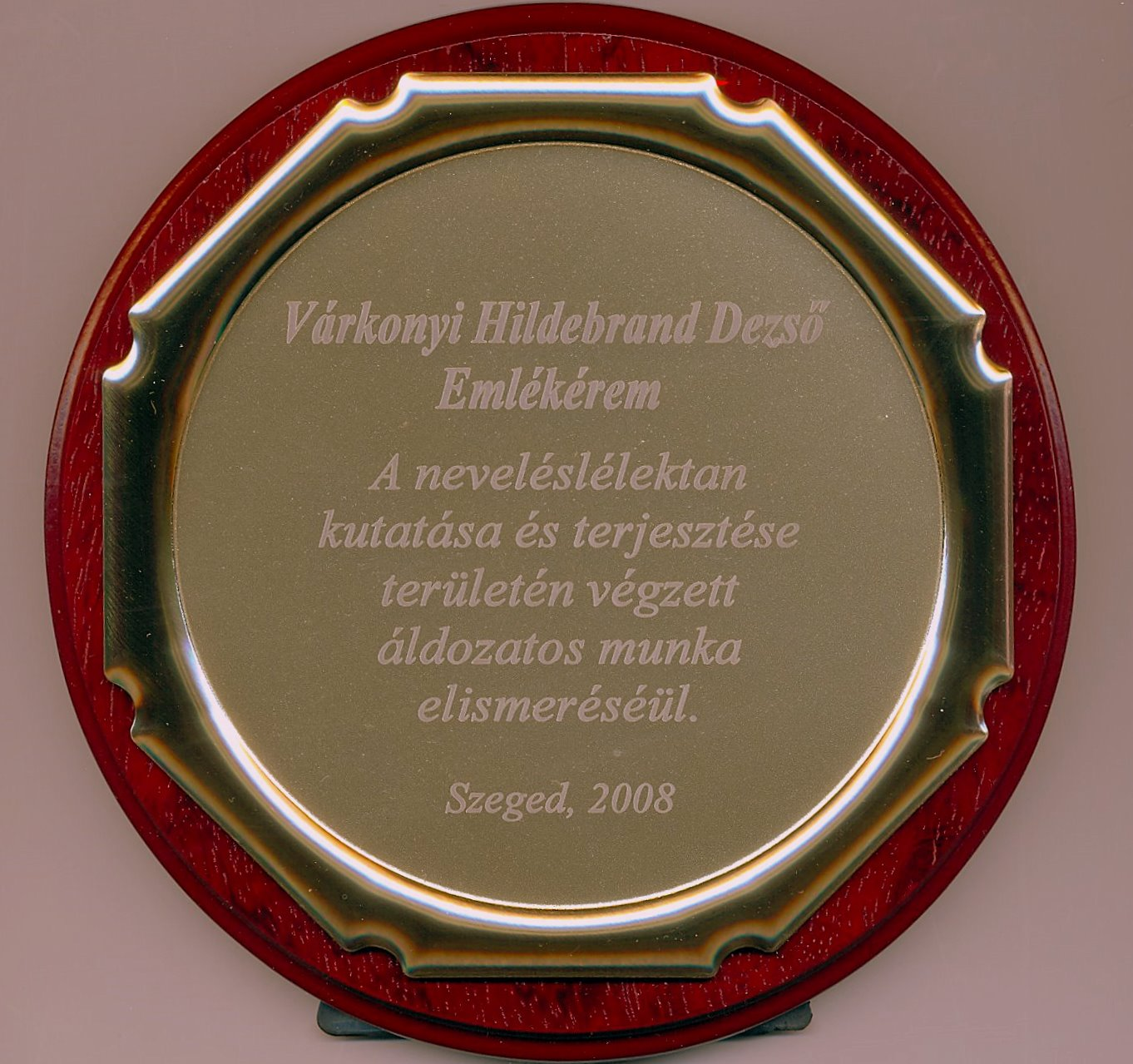
Emlékérem Veczkó József pszichológusnak (2008)

### Memoár
- Veczkó József tanár úr visszaemlékezése. (A visszaemlékezés 2009. május 25-én Rekeczki Amarillával folytatott beszélgetés alapján készült. A beszélgetés Veczkó József otthonában történt.) In  A lélektan 80 éves története a szegedi egyetemen, 1929-2009. i. m. 184-201. p.

## Díjak
- Kiváló Munkáért díj (1979, 1989)
- György Júlia-emlékplakett (1990)
- Várkonyi Hildebrand Dezső-emlékérem (2008)

## Külső hivatkozások
- Publikációi a SZTE EK Egyetemi Bibliográfiában